# Sint-Joriskerk (Wiek)
De Sint-Joriskerk (Pfarrkirche St. Georg) is de protestantse parochiekerk van Wiek op het eiland Rügen. De drieschepige gotische baksteenkerk werd in de eerste helft van de 15e eeuw door cisterciënzer monniken gebouwd. De kerk draagt het patrocinium van Sint-Joris en is een van de grootste hallenkerken van het eiland.

## Geschiedenis
Het huidige kerkgebouw van Wiek werd vanaf 1400 in meerdere fasen gebouwd. De eerste fase betrof de bouw van het koor en de sacristie. Later volgde het kerkschip, dat voorzien werd van kruisgraatgewelven.
Nadat in de 16e eeuw de kerktoren verwoest werd, richtte men omstreeks het jaar 1600 een vrijstaande klokkenstoel op.
In het jaar 1787 werd ten oosten van de priesterpoort een grafkelder aangebouwd. 

## Inrichting
Het oudste voorwerp in de kerk is een doopvont uit het midden van de 13e eeuw. Het crucifix is van iets jongere leeftijd. Belangrijkste kunstwerk in de kerk is een uit de eerste helft van de 15e eeuw daterend houten, 1.75 meter hoog ruiterstandbeeld van Sint-Joris te paard, een geschenk van de hertogin van Pommeren ter gelegenheid van de kerkwijding. Tegenwoordig bevindt het beeld zich in een zijkapel. Naast de laatmiddeleeuwse en barokke muurschilderingen, diverse epitafen en schilderijen van geestelijken, bezit de kerk een indrukwekkend altaar. Het barokke altaar, met bijna levensgrote beelden van de evangelist Johannes  en Mozes op de ene en Aäron en Paulus op de andere zijde, werd in de jaren 1747-1748 gemaakt door Michael Müller. Ook het houten doopvont en een van de beide biechtstoelen dateren uit deze periode. De kansel, het gestoelte en de galerijen zijn 19e-eeuws.

## Orgel
De kerk kreeg in 1826 een orgel. Het werd gebouwd door de orgelbouwer August Wilhelm Grüneberg (1787–1837) uit Stettin. Het instrument werd in 1875 door Friedrich Albert Mehmel met een tweede manuaal uitgebreid. Het sleepladen-instrument heeft 9 registers verdeeld over twee manualen en pedaal. De tracturen zijn mechanisch. Sinds de restauratie van 2011 is het orgel weer bespeelbaar.

## Afbeeldingen

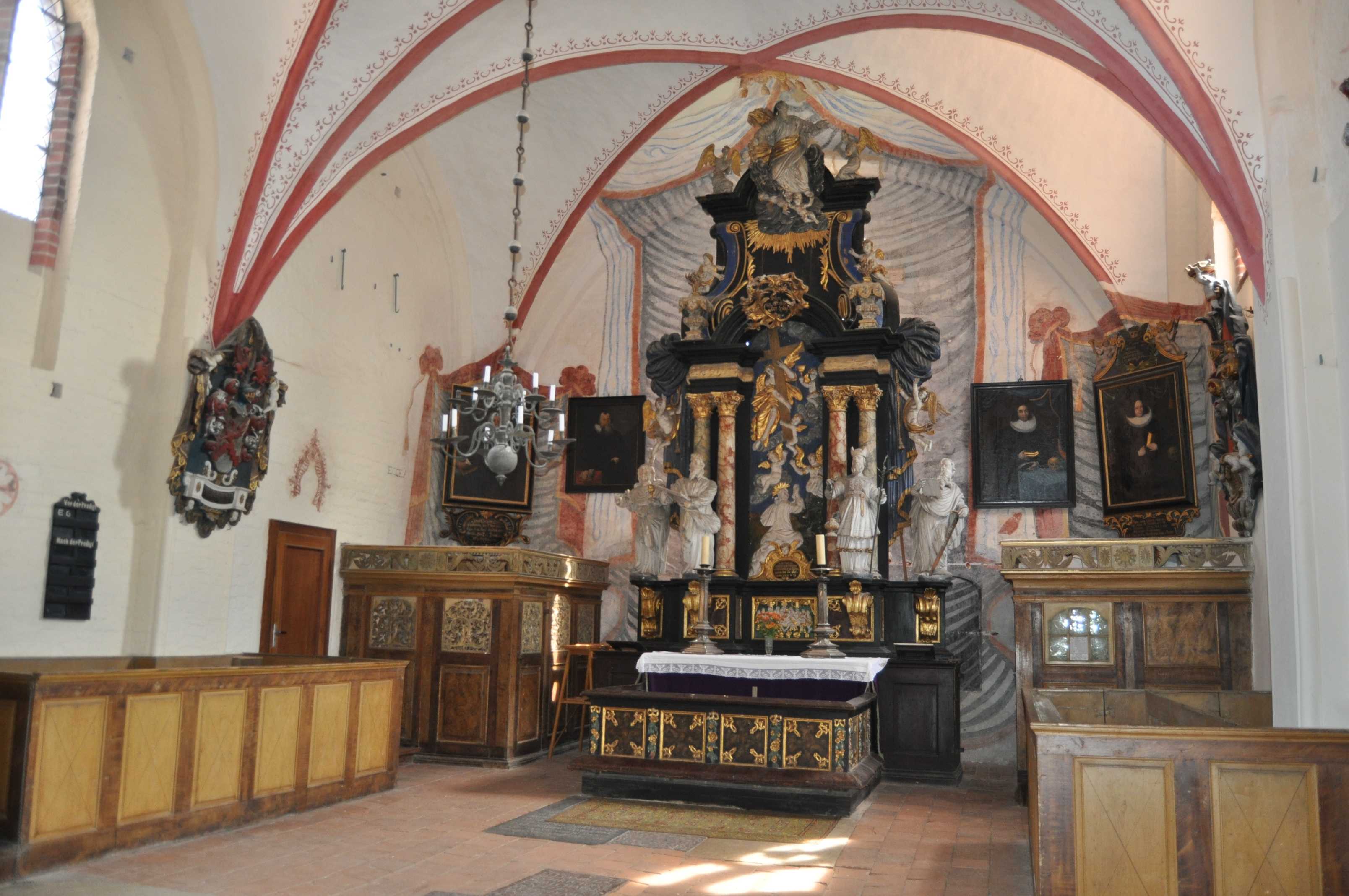
Interieur
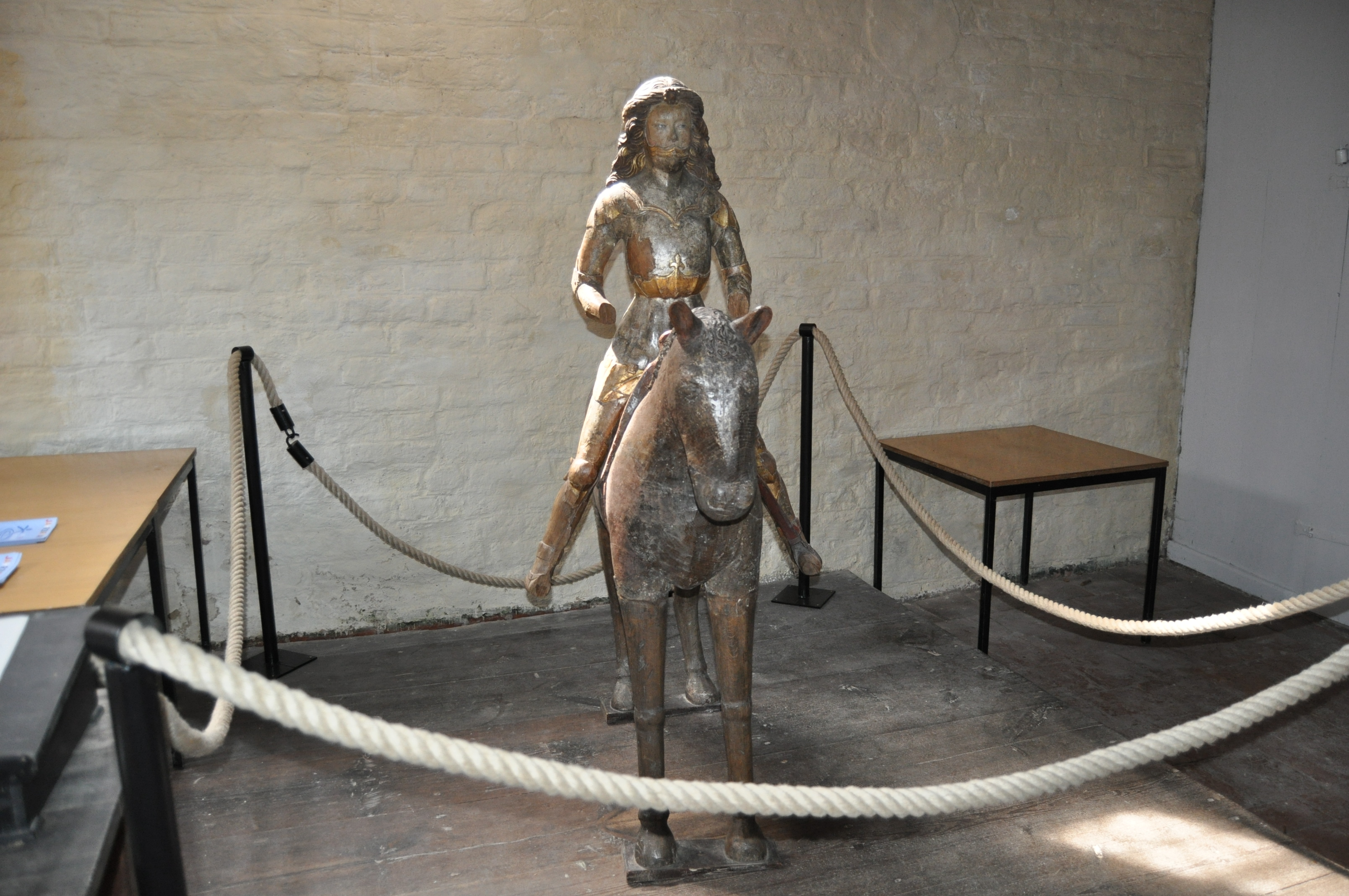
Beeld van Sint-Joris te paard
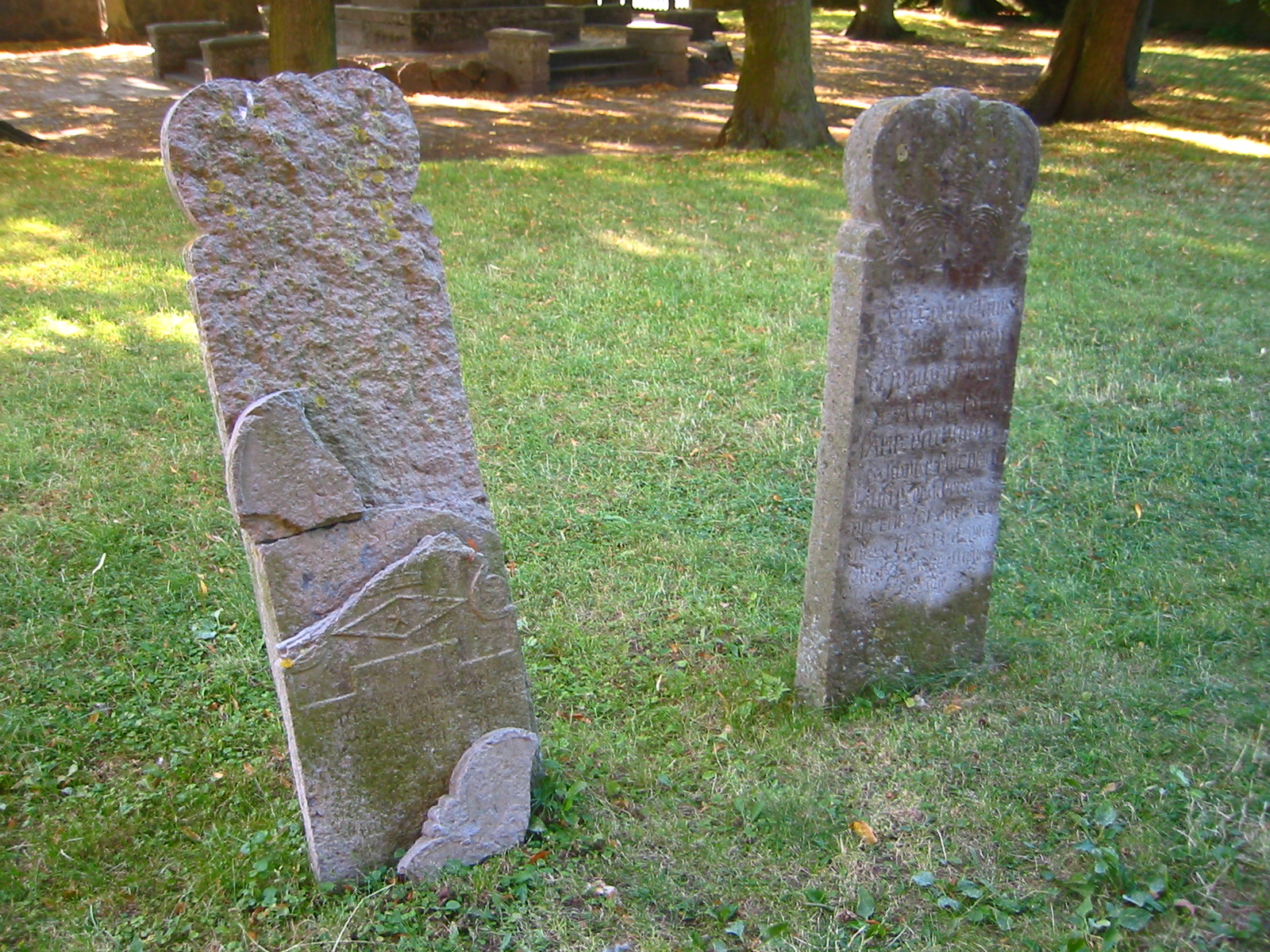
Oude graven